# Rhynchospora jaliscensis
Rhynchospora jaliscensis là loài thực vật có hoa trong họ Cói. Loài này được McVaugh miêu tả khoa học đầu tiên năm 1990.